# Hippotion rubribrenna
Hippotion rubribrenna är en fjärilsart som beskrevs av James John Joicey och Talbot 1917. Hippotion rubribrenna ingår i släktet Hippotion och familjen svärmare. Inga underarter finns listade i Catalogue of Life.